# Sneeuwjacht
Sneeuwjacht is sneeuwval met windstoten boven windkracht 5 waardoor er vaak weinig zicht is, afhankelijk van de intensiteit van de sneeuw.
Bij een sneeuwjacht of sneeuwstorm, waarin minstens windkracht 6 wordt bereikt en het zicht minder dan 200 meter is, gaat een weeralarm uit, zo mogelijk voorafgegaan door een voorwaarschuwing. Sneeuwval of driftsneeuw bij windkracht 8 of meer wordt een sneeuwstorm genoemd, zoals de blizzards in Canada en de Verenigde Staten.
De stuifsneeuw, die bij temperaturen onder nul in kieren en gaten doordringt, leidt tot grote overlast: het verkeer en openbaar vervoer worden ontwricht en wegen raken versperd door ophopingen en duinen van sneeuw. In een sneeuwjacht is het zeer onaangenaam, zeker bij temperaturen ver onder nul. Bovendien vermindert het het zicht, afhankelijk van de intensiteit van de sneeuw.